# За двома зайцями (фільм, 2003)
«За двома зайцями» — українсько-російський новорічний комедійний фільм-мюзикл режисера Максима Паперника за мотивами однойменної української класичної п'єси Михайла Старицького.

## Синопсис
Дії відомої комедії розгортаються під Новий Рік. Стиліст-перукар Олексій Чижов (Максим Галкін) переобладнує перукарню № 27 в салон краси «Клеопатра», витрачаючи при цьому гроші директора ринку. Щоб повернути позичені гроші, стиліст вирішує одружитись на доньці багатого власника мережі супермаркетів Тоні Коров'як (Алла Пугачова), яку тільки-но вигнали з «Фабрики зірок».

## В ролях
| Актор                | Роль                                                 |
| -------------------- | ---------------------------------------------------- |
| Алла Пугачова        | Тоня Коров'як                                        |
| Максим Галкін        | Олексій Чижов                                        |
| Андрій Данилко       | Світлана Марківна/маньяк Антон                       |
| Ольга Сумська        | Галя, дочка Світлани Марківни, двоюрідна сестра Тоні |
| Микола Боклан        | Саня, наречений Галі                                 |
| Ніна Шаролапова      | Людмила Коров'як, мама Тоні, сестра Світлани         |
| Анатолій Дяченко     | Микола Коров'як, батько Тоні                         |
| Олеся Жураківська    | Люська, хатня робітниця                              |
| Олександр Бондаренко | директор ринку                                       |
| Тамара Яценко        | Соня, торговка квітами                               |
| Тетяна Шеліга        | Валя, торговка квітами                               |
| Людмила Смородіна    | подруга Тоні                                         |
| Наталія Кудря        | подруга Тоні                                         |
| Роман Богданов       | друг Чижова                                          |
| Сергій Дзей          | друг Чижова                                          |
| Юрій Якуша           | друг Чижова                                          |
| Неоніла Білецька     | працівниця РАЦСу/продавець у весільному салоні       |
| Наталія Кудрявцева   | продавець у бутику                                   |
| Юлія Скоблікова      | мама Світлани Марківни та Людмили Марківни           |
| Світлана Данилова    | подруга мами Світлани Марківни та Людмили Марківни   |
| Євген Паперний       | озвучує текст за кадром                              |

## Знімальна група
| Роль                | Имя                                               |
| ------------------- | ------------------------------------------------- |
| Режисер-постановник | Максим Паперник                                   |
| Автор сценарію      | Григорій Ховрах                                   |
| Оператор            | Вадим Савицький                                   |
| Композитор          | Андрій Данилко                                    |
| Продюсери           | Влад Ряшин, Олександр Файхман, Олексій Гончаренко |

## Пісні
| Назва пісні (рос.) | Виконавець                    | Автори                                            |
| ------------------ | ----------------------------- | ------------------------------------------------- |
| «Дар»              | Максим Галкін                 | муз. А. Данилко; сл. А. Гарцман                   |
| «Отдыхай»          | Алла Пугачова                 | муз. Владимир Сушко; сл. Наталія Платицина        |
| «Тебе»             | Максим Галкін                 | муз. А. Данилко; сл. А. Данилко, А. Гарцман       |
| «Ссора»            | Алла Пугачова, Андрій Данилко | муз. А. Данилко; сл. А. Данилко, А. Гарцман       |
| «Приданое»         | Алла Пугачова                 | муз. А. Данилко; сл. А. Гарцман                   |
| «Гулянка»          | Андрій Данилко                | муз. А. Данилко; сл. А. Гарцман                   |
| «Хочется»          | Алла Пугачова                 | муз. и сл. Олег Попков                            |
| «Хватит мечтать»   | Алла Пугачова                 | муз. и сл. П. Кашин                               |
| «Новогодняя»       | Всі зірки                     | муз. А. Данилко, Геннадий Крупник; сл. А. Гарцман |

## Нагороди та номінації
- 2004 р. — премія «Телетріумф» у номінації «Фільм/серіал (телевізійний фільм/серіал)»[1].
- 2004 р. — Максим Паперник за фільм-мюзикл «За двома зайцями» був номінований на премію «Телетріумф» у номінації кращий «Режисер (програми/фільму/серіалу/кліпу/шоу)»[1].

## Цікаві факти
- Тоню Коров'як та Льошу Чижова мав зіграти Андрій Данилко, маму Тоні — Наталя Крачковська, директора ринку — Олег Школьник, вчителя танців — Сергій Маковецький, але він відмовився від ролі, тому велись перемовини з Борисом Мойсеєвим, працівницю РАЦСу — Людмила Гурченко[2].
- Екранне весілля Алли Пугачової та Максима Галкіна втілилось у реальність у 2011 році[3].